# Cantonul Guilvinec
Cantonul Guilvinec este un canton din arondismentul Quimper, departamentul Finistère, regiunea Bretania, Franța.

## Comune
- Guilvinec (reședință)
- Loctudy
- Penmarc'h
- Plobannalec-Lesconil
- Treffiagat